# アングルシー・セッター
アングルシー・セッター（英：Anglesea Setter）は、イギリスのイングランド、スタッフォードシャー州原産のセッター犬種である。19世紀に同州ボーデサーのアングルシー侯爵の邸宅で独自にブリードと改良が行われた種である。名前は同家にちなんでおり、アングルシー島との関連は全くない。当時のイギリスでは、セッターの改良が盛んに行われており、その過程で賞賛された血統の一つであったが、その後、消滅した。
毛色は白・黒・茶の3色の入ったトライカラーで、コートは現在のイングリッシュ・セッターよりも硬くやや縮れているが、ウェルシュ・セッターよりはまっすぐであった。脚が長く、走るのが速いが、華奢な体つきで持久力に欠けたという。